# Ringelsdorf (Gemeinde Ringelsdorf-Niederabsdorf)
Ringelsdorf ist eine Ortschaft und eine Katastralgemeinde der Gemeinde Ringelsdorf-Niederabsdorf im Bezirk Gänserndorf in Niederösterreich.

## Geographie
Der Ort, Hauptort der Gemeinde und zugleich Marktort, liegt westlich der Bernstein Straße an der Landesstraße L7, von der im Ort die L3144 abzweigt, die wiederun an die Bernstein Straße zurück führt. Im Norden fließt die Zaya vorüber, in die der Eichhorner Bach mündet. Im Nordosten befindet sich die Krennmühle.

## Geschichte
Die erste urkundliche Nennung im Jahre 1200 erfolgte als „Ringlinsdorf“, was Dorf des Ringili bedeutet. 1359 verfügt der Ort über einen Pfarrhof der Herrschaft Rabensburg und wird seelsorglich von der Pfarre Drösing mitbetreut. Die Kirche wird 1615–1617 errichtet und 1642 zur Pfarre erhoben. Mehrmals wird der Ort in Mitleidenschaft gezogen, 1420–1436 im Zuge der Hussiteneinfälle und 1683 verwüsten die Türken während der Zweite Wiener Türkenbelagerung den Ort und die Kirche, wobei 90 Tote zu beklagen waren. Im Preußisch-Österreichischen Krieg von 1866 marschierten die Preußen durch den Ort.
Laut Adressbuch von Österreich waren im Jahr 1938 in der Ortsgemeinde Ringelsdorf drei Bäcker, zwei Fleischer, zwei Friseure, vier Gastwirte, vier Gemischtwarenhändler, ein Maurermeister, ein Müller, zwei Schmiede, vier Schneider und vier Schneiderinnen, fünf Schuster, ein Spengler, drei Tischler, zwei Wagner, ein Zimmermeister und mehrere Landwirte ansässig.
1973 wurde in Groß-Schweinbarth und in Ringelsdorf das Auftreten der Maul- und Klauenseuche registriert, die sich dann auf weite Teile des Weinviertels ausbreitete. Spielende Kinder lösten 2018 einen Großbrand aus, der im Ortszentrum von Ringelsdorf zwei Häuser erfasste.

## Sehenswürdigkeiten
- Pfarrkirche Ringelsdorf

## Persönlichkeiten
- Edmund Freibauer (1937–2022), Pädagoge und Präsident des Niederösterreichischen Landtages, wuchs hier auf